# レオ (埼玉西武ライオンズ)
レオは、日本プロ野球・埼玉西武ライオンズのマスコットキャラクターである。同じくマスコットのライナは妹にあたる。

## 概略
レオは1978年にライオンズ球団が福岡野球から西武グループ（直接の親会社は国土計画（当時））に売却されたことを機に、西武線沿線在住の漫画家である手塚治虫の作品『ジャングル大帝』の主人公・レオをペットマークに採用、以後ライオンズのマスコットとして活躍している。その後、手塚の手による書きおろしのオリジナルキャラであるライナがレオの妹という設定で登場した。かつてはペットマークやユニホームのキャップ、袖のマークとしても描かれていたが、2009年以降は球団旗にその姿を残していた。2023年シーズンに再びホームユニホームの袖に復活した。

## 来歴
- 1978年 - レオがペットマークとして採用される。
- 1981年 - レオの妹の愛称が「ライナ」に決定。製作はレオと同じく手塚治虫。
- 1999年 - 着ぐるみがマイナーチェンジ。顔も少し変わる。
- 2009年 - ビジターユニフォームが作られる[4]。
- 2021年 - 『マジカパーティ』第33話にライナら他のパ・リーグマスコットと共にゲスト出演。
- 2023年 - 「30秒間にマスコットが後方倒立回転跳びを行った最多数」のギネス世界記録に挑戦。成功し認定される[5]。

## 特徴
- 1978年、西武ライオンズのペットマークとして採用される。着ぐるみの登場時期は不明だが、現在活躍中のマスコットの中では一番の古株である。
- その後西武グループのシンボルマークとしてグループ各社の車両で使われており、それ以外でも西武鉄道のプリペイドカードの名称にレオの名が使用された（レオカード）ほか、2003年 - 2004年シーズンに西武鉄道アイスホッケー部を統合したコクドアイスホッケーチームにも2005年まで使用された。
- 手塚によると、堤義明オーナー（当時）から直接キャラクター使用の打診があり、さらに「大人になったレオ」という姿を指定されたためにレオの父親の「パンジャ」をモデルとして制作された。レオとパンジャの違いは、耳の先が黒いのがレオ、白いのがパンジャである。登場から現在（2014年時点）まで活躍しているレオは耳の先が黒いため、パンジャとは異なる個体であることが特定できる。また、このレオはライオンの体ではなく2本脚でユニフォームを着用しているが、これも堤オーナーの意向であり、手塚プロダクションによるとこの体の違いによりジャングル大帝のレオとは権利が重複しないとしている。
  - 2012年より子供のレオやパンジャ等を使用したものを改めて「ジャングル大帝コラボ」としてグッズが発売されている。
  - 2014年シーズンに手塚プロダクションが新たにデザインした「ジャングル大帝ユニフォーム」を着用して「ジャングル大帝シリーズ Supported by 手塚プロダクション」が8月12日 - 17日までの6試合開催された。
- 体毛は白、耳の先と尻尾の先だけ黒い毛が生えている、目が黒いことからアルビノではない。
- 選手と同デザインのユニフォームを着用。背中には当初ネーム・背番号が無く、2001年シーズンからはナイキ、2016年シーズンからはマジェスティックのマークが付いていた。2023年シーズンから初めて「LEO」のネームが背中に入った。帽子はなし。また、ペットマーク（全身像）とちがいスパイクを履いており、アンダーシャツは半袖、チームカラーのリストバンドを両手にはめている。
  - 他球場に登場する際はチーム同様ビジター用ユニフォームを着用するが、2008年まではホーム用のみだった。
  - チームが交流戦用、西鉄ライオンズ復刻版など期間限定のユニフォームを着用する場合は、同様のユニフォームを着用する。
  - 2006年まではベルトレス（つなぎ）だったが、2007年からは選手用と同じくベルト式になっている。また、尻ポケットは右側のみついている。
- 精悍なマスク、引き締まったボディを有し、バック転が得意で、連続して10回転以上できる。身体能力も高く、交流戦の横浜ベイスターズ戦では横浜スタジアムの三塁側内野スタンドからフェンスを伝ってレフトスタンドまで行くというパフォーマンスを行っている。
- 形態模写が得意。レパートリーは菊池雄星、森友哉、秋山翔吾、敷田直人ほか。
- 妹であるライナには甘いようである。
- 性格は優等生タイプで、試合に負けてブーイングを受ける選手を庇うシーンもある。ファンサービスも旺盛で、球場では気軽に写真撮影やサインに応じるシーンがいつも見られる。
- 一方優等生のはずなのだが、罰ゲーム・イベントなどで嬉々として女装をするシーンがたびたび見られる。が、2008年6月末、妹のライナの鞄や耳飾が使われなくなり、マスコットが着飾ること自体が無くなってしまったのでレオの女装姿も見られなくなる。
- 2008年度からはお見送り、ステージも出番が無くなった。球団職員の話によると、2008年度から球場全体をトータルプロデュースしている演出家の意見によるもの。レオ・ライナは球団の所属なので従っているとのことである。
  - 2010年シーズンにはレオやライナと優先的に触れ合える権利付きの「企画シート」が発売された。
- 2008年、関口宏の東京フレンドパークII（TBSテレビ）に石井一久・涌井秀章が来園した際にはホッケー対決時にお客さんを盛り上げたり、2009年さんまのまんまお正月SP（フジテレビ）に岸孝之、涌井、栗山巧、片岡易之、中村剛也が出演した際、本編が始まる前にまんまやラフくんなどと和気あいあいとしていた。また、2010年のフレンドパークでは、ライオンズと横浜ベイスターズとの球団対抗戦ということもあり、ベイスターズのホッシーゾとともに番組を盛り上げたが、行き過ぎたパフォーマンスもあり、関口宏から「君たちはいいから」と突っ込みを受けた。
- 西武ドームのライオンズベンチには特大のレオぬいぐるみ[6]が置かれている。
- 2009年6月7日に開催された「西武・電車フェスタ2009 in 武蔵丘車両検修場」に来場し、パフォーマンスショウを行った。また、会場発飯能行き臨時電車にコバトンとともに手を振るという演出もあった。
- 西武バスでは車体（路線車はノンステップバスの一部のみ）、西武タクシーと伊豆箱根タクシーではトランクルーム部分にレオが描かれている。また、西武鉄道8500系（レオライナー）やライオンズカラーのペイントが施された西武グループのバス（西武観光バス、西武高原バス、伊豆箱根バス、近江鉄道バスのそれぞれライオンズカラー車）にも、前面と側面にレオが描かれている。但し湖国バスはライオンズカラーであるがレオは描かれていない。他にも、伊豆箱根鉄道の十国峠ケーブルカーなど、その他、西武グループの物にはレオが描かれている事が多い。
- オリックス・バファローズ所属のT-岡田選手の応援歌を気に入っており、よくリズムに乗せてパフォーマンスしているのをライナに見られて呆れられてしまうのをファンに撮られている。
- 2023年8月26日の試合前、「30秒間にマスコットが後方倒立回転跳びを行った最多数」のギネス世界記録に挑戦。助走なしで31回を成功させ、新記録に認定される[7]。